# Időkerék

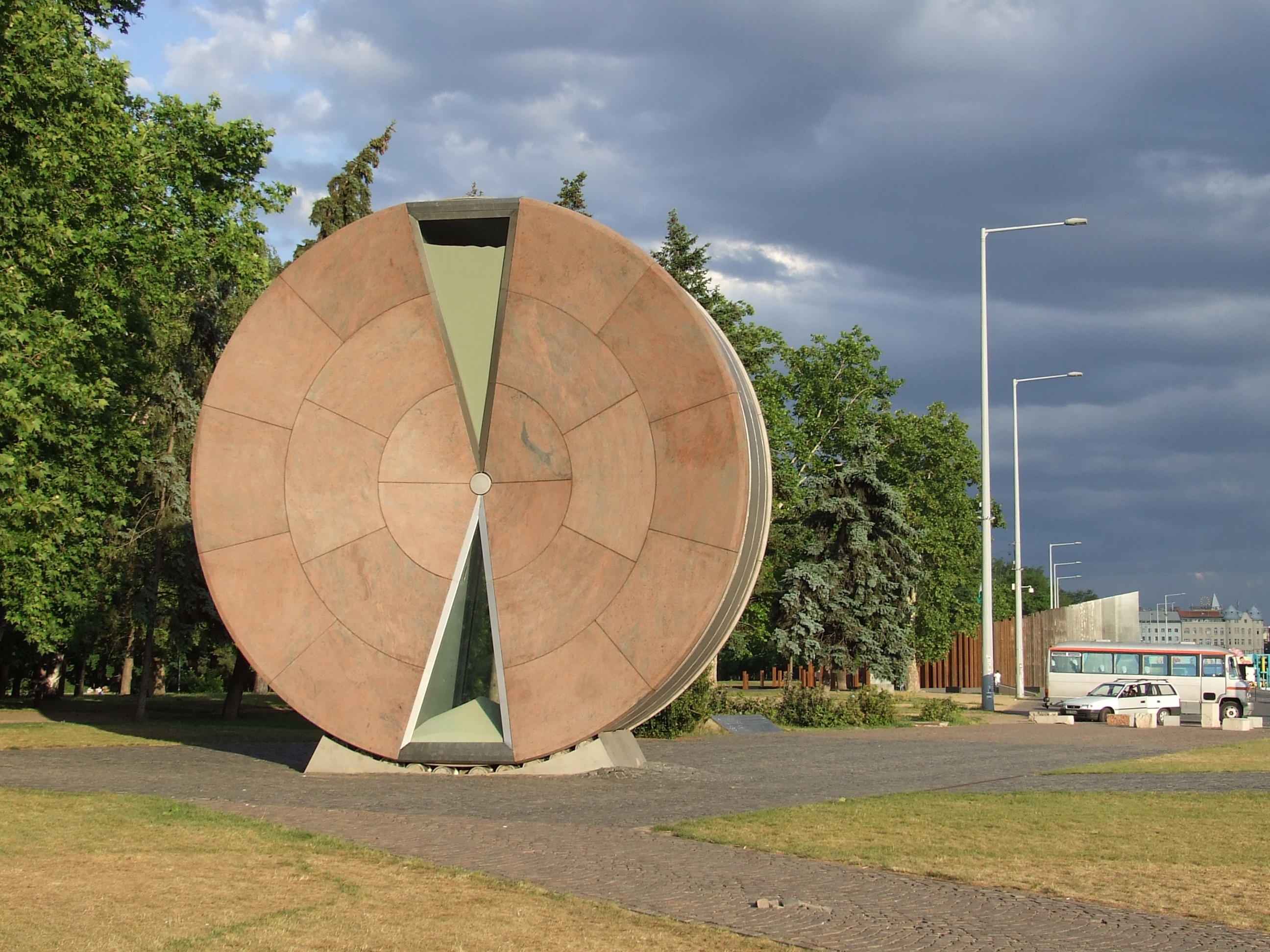
Az Időkerék 2007-ben

Az Időkerék a világ egyik legnagyobb homokórája, amelyet 2004. április 30-án, Magyarország EU-csatlakozása alkalmából avattak fel Budapesten, a Felvonulási téren (ma: Ötvenhatosok tere). Átmérője 8, szélessége 2 méter; vörös gránitból, rozsdamentes acélból és golyóálló üvegből készült. Tömege 60 tonna. Belsejében finomszemcsés üveggranulátum hullott az alsó részbe; a „homok” pergése olyan lassú volt, hogy nappali fényben is csak közelről lehetett látni.
Az Időkerék 2011-ig üzemelt eredeti funkciója szerint, addig is eléggé akadozva. Később megrongálták, majd a Liget-projekt keretében megindult építkezés miatt elkerítették, végül 2021 nyarán szétszerelve elszállították, állítólag azért, hogy felújítás után egy másik helyszínen ismét felállítsák (ld. alább).

## Története
Az Időkerék ötlete Herner Jánostól származik, aki 1982-ben találta ki, majd 1985-ben kereste meg vele Köpeczi Béla kulturális minisztert, de az elképzelésből akkor nem lett semmi. Az ötlet 1995-ben merült fel ismét, ekkor javasolták helyszínnek a Felvonulási teret, és ekkor csatlakozott az elképzeléshez Janáky István építész. A kerék az eredeti tervek szerint nem egyszerűen a tengelye körül forog, hanem acélsíneken 64 év alatt végiggördült volna a téren. Ez végül műszaki problémák és egyéb akadályok miatt nem valósult meg.
A műtárgy megvalósítására több időpont is felmerült. Végül 2004-ig kellett várni, hogy az EU-csatlakozás éjszakáján, Medgyessy Péter miniszterelnök jelenlétében felavassák az Időkereket. A projekt 350 millió forintba került, melyből 220 milliót állami támogatásból, a többit magánbefektetői hozzájárulásokból fedeztek.
Az Időkereket az eredeti elképzelés szerint minden szilveszterkor megfordították volna. Az átfordítás 2005 decemberében három napot késett, aminek komoly visszhangja lett a sajtóban. Az átfordítás később minden évben időben sikerült. 2006 márciusában a Kincstári Vagyoni Igazgatóság megpróbálta átadni a műtárgy üzemeltetését a fővárosnak, majd a sikertelen próbálkozás után pályázaton akarta értékesíteni, eredmény nélkül. Az Időkerék félreeső, nem túl szerencsés elhelyezkedése miatt sem lett gyakran látogatott, népszerű köztéri látványosság; inkább csak külföldi turisták látogatják, de körükben sem ritka az értetlenkedés a szerkezet célját, mibenlétét illetően, főleg mióta az idegen nyelvű tájékoztató szövegek tönkrementek.
2011-ben a Nemzeti Vagyonkezelő (MNV) – amelynek tulajdonába a műtárgy került – már meg sem fordította a kereket, dacára, hogy akkor épp Magyarország volt az Unió soros elnöke; az amortizáció jelei a kerék szerkezetében már egy évvel korábban megjelentek, a fordítás elmaradásának pedig az MNV szerint anyagi okai voltak, mondván, hogy „nem tudják gazdaságosan üzemeltetni”. Az Időkerék körüli politikai és össznépi értetlenség, ellenszenv, a fenntartása körüli problémák és csatározások, de főleg a Városligetre kidolgozott új, drasztikus „fejlesztési” tervek miatt a műtárgy sorsa teljesen bizonytalanná vált.
2014. május 1-jén, az uniós csatlakozás tízéves évfordulója kapcsán Herner János az Indexnek nyilatkozva elmondta, hogy noha az MSZP–SZDSZ-kormányzat támogatásával és segítségével valósulhatott meg az Időkerék, annak fenntartásáról, karbantartásáról, „menedzseléséről” viszont hamar megfeledkeztek, ahogy a hozzá tervezett kávézó és egyéb létesítmények megvalósításáról is. A kormányzat szerződésben vállalta a műtárgy őrzését, ám ennek a kötelezettségének sem tett eleget, ezért azt az ötletgazda által létrehozott Kronosz Alapítvány – vagyis maga Herner – volt kénytelen finanszírozni havi 670 ezer forintért, mely költségre a lakása is ráment. Herner szerint óvatlan volt, amikor hitt a politikusok ígéreteinek és hitelt vett föl. Elmondása szerint később Kínából is megkeresték, hogy egy pekingi parkban állítsák fel az Időkereket, melynek további üzemeltetése a kínaiakkal közösen történt volna úgy, hogy a műtárgy magyar tulajdonban marad. De ebből se lett semmi, mert Herner nem tudott találkozót kieszközölni a Bajnai-féle adminisztrációval.

## Napjainkban
Az üzemeltetés körüli bonyodalmak miatt az Időkerék 2011 óta nem működött, állaga leromlott, egyik üvegfelületét meg is rongálták. Az Ötvenhatosok terén zajló nagyarányú építkezés területén évek óta elkerített, megközelíthetetlen objektumot 2021. augusztus folyamán végül elszállították a helyszínről, a Városliget Zrt. kommunikációja szerint azért, hogy felújítsák, majd egy másik helyszínen újra felállítsák. Az elszállításhoz a műtárgyat szakszerűen szét kellett szerelni, mert hatalmas súlya miatt csak így volt mozdítható.

## Elhelyezkedése
Az Időkerék pontosan ott állt, ahol 1965-től 1989-ig Pátzay Pál 4 méter magas Lenin-szobra, melyet azután 1993-ban a nagytétényi Szoborparkba helyeztek át.

## Galéria

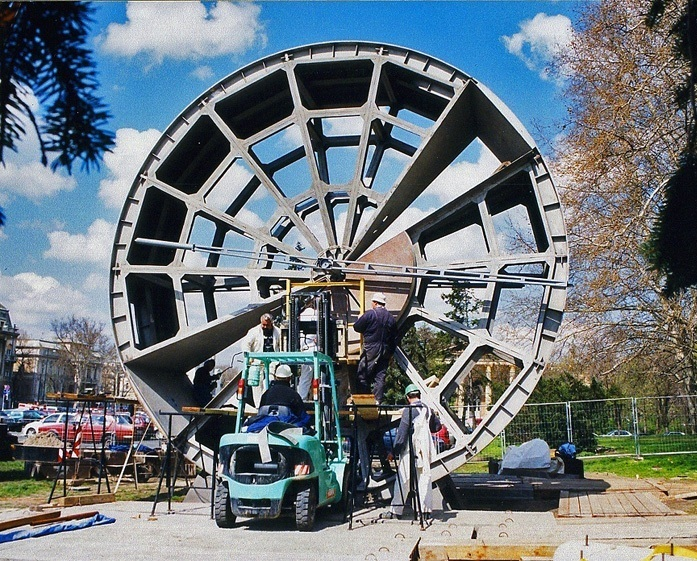
Az Időkerék épitése 2004-ben
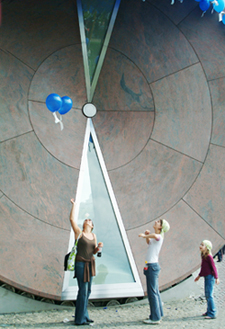
Az Időkerék méretének érzékeltetése
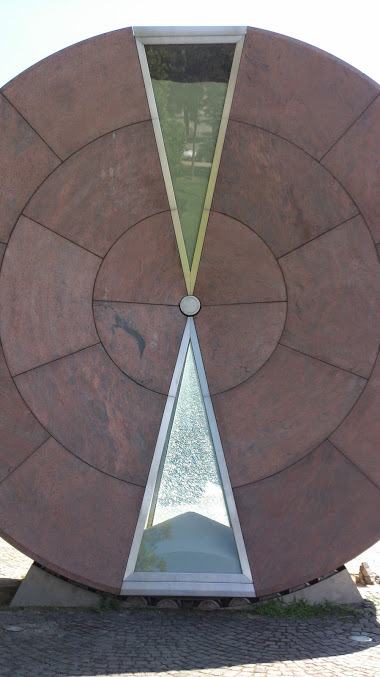
A nem működő Időkerék 2014-ben...
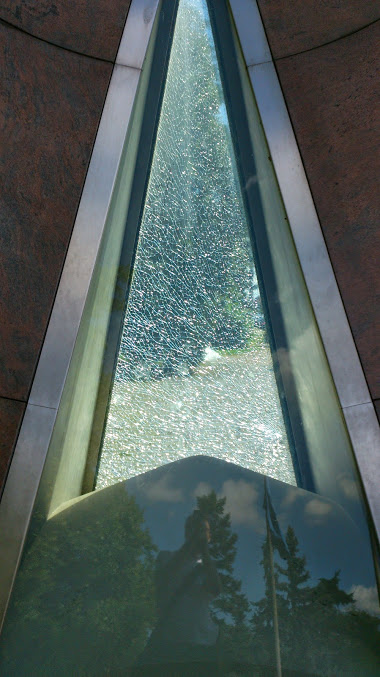
...és a betört ablaka